# Jěwa-Marja Čornakec
Jěwa-Marja Čornakec (wym. [ˈjɪwa ˈmaʀʲa ˈt͡ʃɔʀnakɛts]; ur. 8 stycznia 1959 w Worklecach, niem. Räckelwitz, Saksonia) – pisarka górnołużycka, tworząca także w języku niemieckim, działaczka społeczna, członek wielu towarzystw społeczno-kulturalnych. 
Od 1992 pracuje jako redaktor miesięcznika kulturalnego "Rozhlad". Jest autorką opowiadań o tematyce współczesnej zamieszczanych w periodykach i almanachach, także książek dla dzieci, m.in. utrzymanych w stylu fantasy, np. Potajnstwo zeleneho kamjenja (1994), Matej w štwórtej dimensiji (1996).